# Níver Arboleda
Pour les articles homonymes, voir Arboleda (homonymie) et Diaz.
Níver Arboleda Diaz, né le 8 décembre 1967 à Bogota (Colombie), mort le 5 octobre 2011 au Guatemala est un footballeur colombien, qui évoluait au poste d'attaquant à l'Atlético Nacional, au Deportivo Cali, à Veracruz, à Zacatepec et au Hangzhou Greentown ainsi qu'en équipe de Colombie.
Arboleda ne marque aucun but lors de ses cinq sélections avec l'équipe de Colombie entre 1991 et 1995. Il participe à la Copa América en 1995 avec la Colombie.

## Palmarès

### En équipe nationale
- 5 sélections et 0 but avec l'équipe de Colombie entre 1991 et 1995.
- Troisième de la Copa América 1995.

### Avec l'Atlético Nacional
- Vainqueur de la Copa Libertadores en 1989.
- Vainqueur de la Copa Interamericana en 1990.
- Vainqueur du Championnat de Colombie de football en 1991.